# Manos Tsangaris

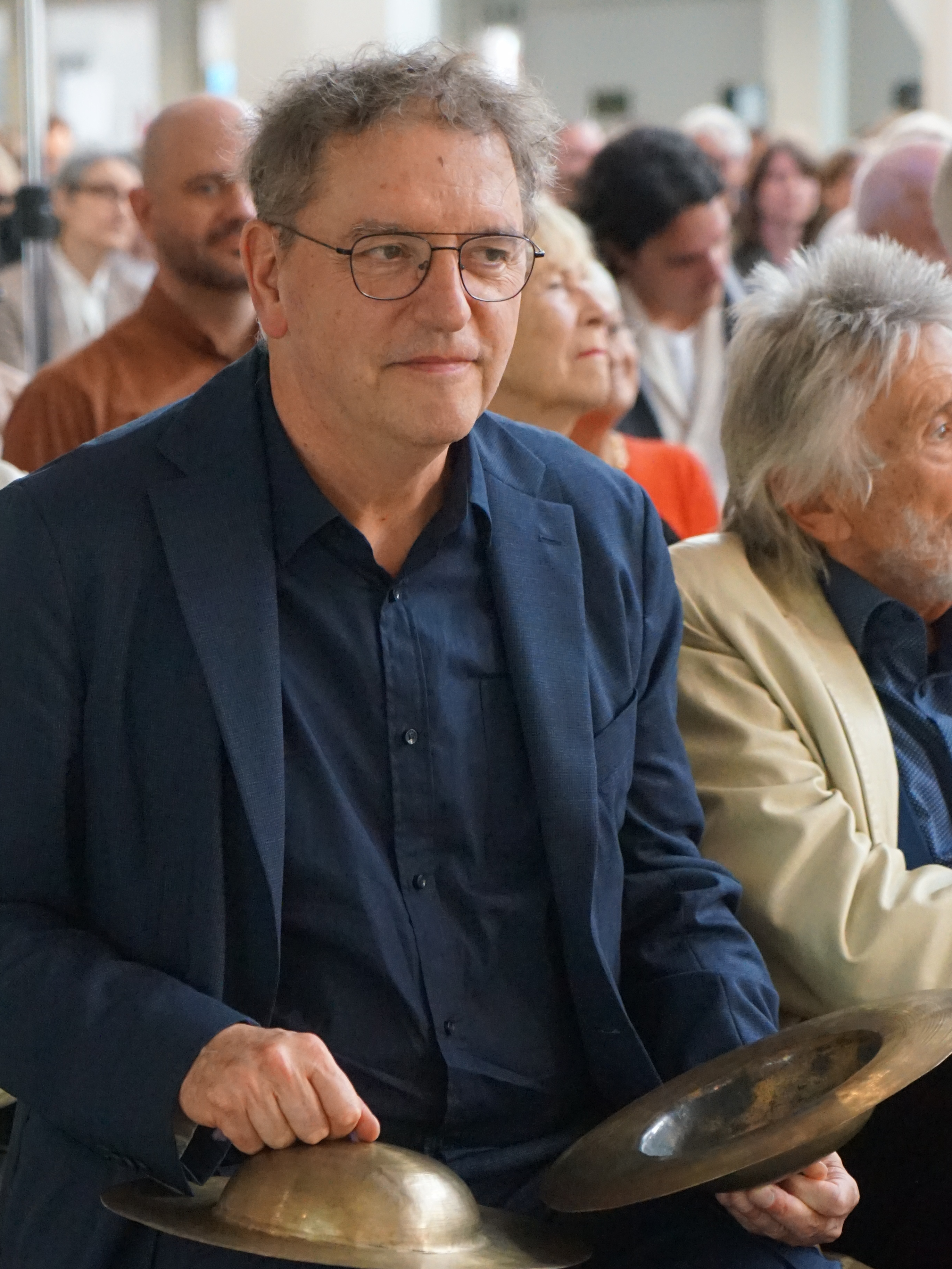
Manos Tsangaris, 2025

Manos Tsangaris (* 8. Dezember 1956 in Düsseldorf) ist ein deutscher Komponist, Musiker, Installations- und Performancekünstler und Lyriker. Seit dem 25. Mai 2024 ist Tsangaris in der Nachfolge von Jeanine Meerapfel Präsident der Berliner Akademie der Künste.

## Leben und Wirken
Tsangaris studierte von 1976 bis 1983 an der Kölner Musikhochschule Komposition und Neues Musiktheater bei Mauricio Kagel und Schlagzeug bei Christoph Caskel, daneben an der Kunstakademie Düsseldorf bei Alfonso Hüppi. Seit 1980 nahm er mehrfach an den Darmstädter Ferienkursen für Neue Musik teil und arbeitete für die Münchner Kammerspiele. 1991 war er auf Einladung des sowjetischen Komponistenverbandes Composer in Residence in Moskau, im gleichen Jahr erhielt er das Bernd-Alois-Zimmermann-Stipendium der Stadt Köln, 1992/93 das Stipendium an der Akademie Schloss Solitude und 1997 den Kunstpreis der Akademie der Künste Berlin, deren Mitglied er seit dem Jahr 2009 ist. Im selben Jahr erhielt er den Orchesterpreis der Donaueschinger Musiktage für sein Stück Batsheba. Eat the History.
Seit 2012 war er Leiter der AdK-Sektion Musik. Nach Ausschöpfung der satzungsgemäß zwei möglichen Wiederwahlen für je drei Jahre wurde er im Herbst 2021 von Carola Bauckholt als AdK-Sektionsleiterin abgelöst. 2017 wurde er zum ordentlichen Mitglied der Bayerischen Akademie der Schönen Künste in der Abteilung Musik gewählt.
Seit den 1970er Jahren gab Tsangaris Gedichte heraus, trat als Solist und gemeinsam mit verschiedenen Musikgruppen auf (u. a. Ritim Grup und MIR) und stellte Zeichnungen, Theaterapparate und Klanginstallationen aus. Er nahm an Festivals wie Cologne-New York in New York (1989), ars electronica in Linz (1991), Linz; Sound Ways in St. Petersburg (1995), Yokohama Arts (1997) und dem Musica-Festival Strasbourg (1998, gemeinsam mit Hanna Schygulla, Markus und Simon Stockhausen) teil.
Tsangaris komponierte Werke u. a. im Auftrag des WDR, des Südwestrundfunks, der Bayerischen Staatsoper, der Kölner Philharmonie, des Diözesanmuseums Köln, der Kunststiftung Nordrhein-Westfalen, des Katholischen Bildungswerks Köln und der Stadt Witten. Daneben ist er auch als Schlagzeuger aktiv; er spielt mit Jaki Liebezeit und anderen Schlagzeugern im Improvisationsensemble „Drums Off Chaos“.
Im Jahr 2009 wurde er zum Professor für Komposition an der Hochschule für Musik Dresden berufen. 2015 war er Praxisstipendiat in der Villa Massimo in Rom. 2016 übernahm Tsangaris die künstlerische Leitung der Münchener Biennale gemeinsam mit dem Schweizer Komponisten Daniel Ott (in der Nachfolge von Peter Ruzicka). 2023 wurde Tsangaris zum Mitglied der Nordrhein-Westfälischen Akademie der Wissenschaften und der Künste gewählt. Im Mai 2024 erhielt Tsangaris den Musikpreis der Kunststiftung NRW – Mauricio Kagel Musikpreis.
Tsangaris wohnt im Eigelsteinviertel von Köln und in Dresden.

## Kompositionen (Auswahl)

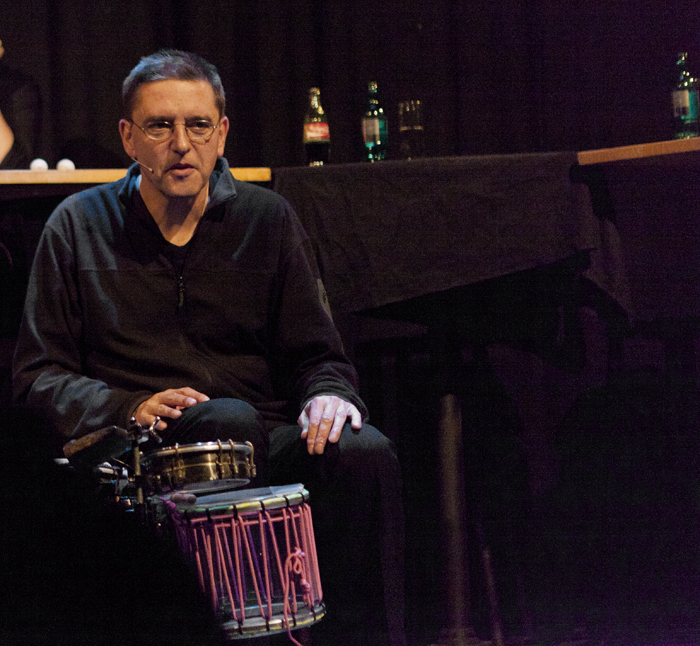
Manos Tsangaris im Stadtgarten, Köln 2011

- "ö" (1980) für drei Sprecher, Geräusche und Licht
- Molto Molto (1980) für Dirigent und Licht
- o.T. (1980) für Bassklarinette, Stimmen, Objekte und Licht, mit einer unvorbereiteten Person im Publikum. Mauricio Kagel gewidmet
- So Low (1981) für Kontrabassklarinette und Störer
- TAFEL 1 (Wiesers Werdetraum) (1989) für zwei oder drei Spieler am Tisch, Walkman, Radio, mobile Lichtquellen und Fadenorgel (ein Spieler). Text: Hyacinth Freiherr von Wieser
- Tafel 2 (1991) für Hausfassade, Stimmen, Sprecher, mobile Instrumentalisten, Zuspielbänder, mobile Lichtquellen, Fadenorgel, Video-Monitore und Baumaschinen
- Fadenwerk (1992) für Klavier, Tuba, Glocken und Objekte
- Shellbum Album (1992) für Klavier. I.; II.; III.; IV.; V.; VI.; VII.; VIII. Fleischwort
- Schlimmecke, Bellecke, Räusperecke, Dom Blick Objekte. Erstausstellung Köln 1992
- winzig (1993/...) Musiktheaterminiaturen/Theater für ein Haus für Sprecher, Sänger, Instrumentalisten und Akteure in Ensembles verschiedener Größe oder solistisch. Text: Manos Tsangaris, Friedrich Hölderlin
- An die Vorwelt (1996) für großes Ensemble, zwei Sprecher, Dirigent-Solisten und Licht, zum zehnjährigen Bestehen der Kölner Philharmonie
- TAFEL 3 für Sopran, Trompete, Objekte, Schlagzeug, Fadenorgel und Licht (vier Spieler im Baum)
- Kugelbahn (1997) räumlich-installative Komposition für eine Person im Zentrum, Auftragswerk des Diözesanmuseums Köln
- Fadenorgel (1998) interaktive Klanginstallation für Licht- und Klangpendel in einem Kirchenschiff
- in situ (1999) für Trompete, kleine Perkussion und steuerbare Lichtquellen. Text: Hyacinth Freiherr von Wieser
- Haben Sie Zeit? (2000) für Sprecherin, Sprecher, Violine (auch: Stimme), Oboe (auch: Englischhorn), Horn, Harmonium und Schlagzeug. Text: Karl Valentin
- Orpheus, Zwischenspiele (2002) Stationentheater für Sopran, Mezzosopran, Altus, kleines Orchester, Buchstabenprojektion, 15 Darsteller, mindestens 50 Statisten, Fadenorgel, Aufzug, drei U-Bahnzüge und Licht. Text: Manos Tsangaris
- Die Döner-Schaltung (2004) Stationentheater für großes Ensemble. Theater für ein Haus für Sprecher, Sänger, Instrumentalisten und Akteure in Ensembles verschiedener Größe oder solistisch. Sechs Musiktheaterminiaturen von begrenzter Dauer mit zahlenmäßig begrenztem Publikum und drei szenische Installationen
- Drei Räume Theater Suite (2004) Stationentheater für großes Ensemble. Theater für ein Haus für Sprecher, Sänger, Instrumentalisten und Akteure in Ensembles verschiedener Größe oder solistisch. Sieben Musiktheaterminiaturen von begrenzter Dauer mit zahlenmäßig begrenztem Publikum und zwei szenische Installationen
- Labor (2005) vier Kompositionen für Sopran und Ensembles, Performances, lebende Bilder, Installationen und Zeichnungen. Auftragswerk der Stadt Witten für die Wittener Tage für neue Kammermusik 2005
- Diskrete Stücke (1996/2007) Stationentheater. Hörszenen für einzelne Betrachter
- Botenstoffe. Orestie (2007) Stationentheater für Schauspielensemble
- Memento (Lots Weib) (2007) Stationentheater für Opernensemble
- Glück macht mutig (2004/2008) Bühnenmusik für Chor mit elektronisch bearbeiteten Stimmklängen und einen Sprecher nach Texten aus Tagebüchern von Hans Christian Andersen
- Batsheba. Eat The History! (2008/2009) installation opera für Schauspieler, Sänger, Chor und Orchestermäander. Text in Deutsch, Englisch, Hebräisch. Aufführung in drei Teilen über zwei Tage. Kompositionsauftrag des Südwestrundfunks (SWR) für die Donaueschinger Musiktage 2009 und der Ernst von Siemens Musikstiftung für die Berliner Version Mai 2009.
- Beiläufige Stücke: Schwalbe (2011) Hörfilm für Sopran/Sprecherin, Bariton/Sprecher/Jogger, Horn, Schlagzeug/Geräuschemacher, 1 großes Nebelhorn, "gestaffelte" Zuspielungen/Live-Verstärkungen, Laiendarsteller am Ufer und Publikum in Bewegung (Schiffspassage). Kompositionsauftrag der Stadt Witten für die Wittener Tage für neue Kammermusik 2011
- Vivarium – Reisen, Kochen, Zoo… (2011) für Bewegung im Raum, Stimmen, Instrumente und Licht. Kompositionsauftrag von Siemens Arts Program zum 100. Geburtstag des Festspielhauses Hellerau
- Love & Diversity (2012) Musiktheater-Performance für kleines Ensemble. Auftragswerk von Siemens Arts Program für das Ensemble dissonArt, unterstützt durch die Kunststiftung NRW
- Beiläufige Stücke: Mauersegler (2013) Hörfilm Remix für Stimmen, Schauspieler, Darsteller, Horn, Schlagzeug, mobile Ensembles, Elektroakustik, Straßenbahn und wanderndes Publikum. Auftragskomposition der Stadt Witten und des WDR für die Wittener Tage für neue Kammermusik 2013
- Freigehege (2013) für Orchestergruppen, Solisten, Sopran/Sprecherin, Bariton, im Haus verteilte Spielorte, Übergänge, Licht und bewegliches Publikum. Auftragswerk des SWR
- Karl May, Raum der Wahrheit (2014) Musiktheater (Libretto: Marcel Beyer). Auftragswerk der Semperoper Dresden
- Mistel I-V (2014): Mistel I, II und III für Orchester (und Nachrichtensprecher), Armin Köhler gewidmet. Kompositionsauftrag des SWR für die Donaueschinger Musiktage 2014. Mistel IV "LUX Mistel" und V "Dark Misteltoe" für Orchester mit Lichträumen bzw. mit kleinen beweglichen Lichtquellen. Kompositionsauftrag der Philharmonie Luxembourg für das Festival Rainy Days 2014
- Das Pizzicato Mysterium (2015) für Streichorchester
- EILAND (ISOLA). Das aufgehobene Ich (2015) für Stationen im Raum, Stimmen, Kontrabassklarinetten und Licht. Auftragskomposition für Theo Nabicht
- LIVING SPACES (2016/17), Musiktheaterzyklus: CITY PIECES (WINDOW PIECE) für Sängerin, Schauspieler, Instrumentalensemble, Installation, Video und Audioguide; WAIT ! FOR A GROUP OF PERFORMERS (SINGERS !); HOME für Schauspieler, Sopran, Klarinette und Piano
- Ausflug ins Gebirge (2017, zusammen mit Daniel Ott). Auftragskomposition von Collegium Novum Zürich
- ABSTRACT PIECES (2018) Musiktheater für Darsteller, Instrumente, Raum und Licht. Auftragswerk der Staatsoper Unter den Linden
- Die Sonne hat sich inzwischen weitergedreht (2018) für Stimme, Perkussion, Bäume und Bewegungskünstler. Auftragskomposition von Festival Rümlingen
- Hidden Risk (2018) Performance-Installation für Mezzosopran, Perkussion, Fadenorgel, Objekte und Licht
- es geht voran (2019) Kammerspiel für Sängerin, Schauspieler, Blasinstrumente, Schlagzeug und Passanten. Auftragskomposition der Stadt Witten und des WDR für die Wittener Tage für neue Kammermusik 2019
- MY HEART IS A MAP (2020) Musiktheater für Objekte, Fadenorgel, Licht, drei Schlagzeuger und Darsteller. Auftragskomposition von Pinquins Percussion Trio
- Das Fremde und das Gekochte (2020) Eine Hörübung nach Beethoven für Klavier und projizierten Text (und einige Bilder). Kompositionsauftrag des E-MEX Ensembles, gefördert durch die Beethoven Jubiläums GmbH
- PYGMALIA (2020/2021) Musiktheater mit wechselnder Publikumsperspektive für zwei Stimmen und doppelchöriges Ensemble. Auftragswerk von Alte Oper Frankfurt
- ATHINA RETURNS (2022) für Klavier. Hommage an Georges Aperghis zum 75. Geburtstag
- sondage (2022) Musikalische Performance für Violine, Schlagwerk und Gesang. Auftragskomposition von ON – Neue Musik Köln e. V. für SPARK - Festival für aktuelles Musiktheater
- Übertragung (2023) Szenisches Hörspiel in Stationen für Moderationen, Performance, Gesang, Instrumente, Rundfunktechnik, Video, Licht. Auftragskomposition der Stadt Witten und des WDR für die Wittener Tage für neue Kammermusik 2023
- close Up – lontano (2023) für Bläser-Ensemble, Perkussion, Fadenorgel in der Landschaft und individuelle Publika in Liegestühlen. Auftragskomposition von Festival Rümlingen
- GIANT – die Minibühne in der Bude (2023) für zwei Performer. Im Auftrag der Akademie der Künste (Berlin)

Im Kolumba, dem Kunstmuseum des Erzbistums Köln, befand sich in der Saison 2011/2012 Manos Tsangaris' Implodierender Schreibtisch, 2011 f. Seitenblick auf: Sano di Pietro, Hieronymus.

## Veröffentlichungen
- Stille Post. Gedichte. Thürmchen Verlag Köln 1986
- 3x8 Zeichnungen und 14 Gedichte (zusammen mit Rainer Barzen). Thürmchen Verlag Köln 1990
- Mundmaßung. Gedichte. Edition Solitude 1995
- Die kleine Trance. Gedichte. Radius Verlag 2002
- Werkbuch Manos Tsangaris. Werkbuch zum Implodierenden Schreibtisch. KOLUMBA Werkhefte und Bücher 2011/2014
- Unbekannte Empfänger. Gedichte. Radius Verlag 2017
- JAKI NOTES. Hommage an / Homage to Jaki Liebezeit. Alexander Verlag Berlin 2019
- wir hier versuchen, ihnen das warten zu verschönern, bis sie das buch zu ende gelesen haben. Kleine Prosa und Gedichte. Radius Verlag 2023